# Лукашев Володимир Анатолійович
Лукашев Володимир Анатолійович (нар. 7 травня 1936, Харків) — український оперний режисер, театральний діяч, педагог. Народний артист Української РСР (1985), лауреат міжнародних премій, професор.

## Життєвий і творчий шлях
Народився у Харкові. Батько — Анатолій Данилович — робочий, мати — Марія Олександрівна — швачка. З раннього дитинства вчився грати на акордеоні.
1955 року закінчив харківську спеціальну музичну школу по класу сольного співу та хорового диригування. 1960 році закінчив Харківську державну консерваторію як концертно-камерний співак (педагоги — проф. П. Голубєв, О. Петрова, В. Арістов, М. Авах). В 1964 закінчив Харківський театральний інститут (режисерське відділення).

### У Харкові
По закінченні інституту працював у Харківському інституті мистецтв (створеному 1963 року шляхом об'єднання харківської консерваторії та театрального інституту) на посадах викладача і режисера-постановника кафедри оперної підготовки Харківського інституту мистецтв ім. Котляревського, пізніше — доцент, завідувач кафедри, з 1972 року — проректор.
За ці роки поставив в оперній студії близько 20 спектаклів. Постановка опери Б. Сметани «Продана наречена» в 1966 році отримала першу премію на Республіканському конкурсі навчальних театрів України. Призами й званням лауреатів були нагороджені також диригент А. Калабухін та співаки Г. Ципола, В. Семашко, А. Ковтун. З цією постановкою весь виконавський колектив гастролював у Києві. Пізніше лауреатськими званнями були відзначені постановки опер «Оптимістична трагедія» А. Холмінова та «Ходіння по муках» А. Спадавеккіа.
В 1968 році В. Лукашев розпочав роботу в Харківському оперному театрі як режисер-постановник, з 1973 по 1988 роки — головний режисер, художній керівник. За роки роботи здійснив близько 40 постановок, зокрема «Ніжність» В. Губаренка. Державну премію УРСР отримала постановка «Винової кралі» П. Чайковського.
Паралельно В. Лукашев неодноразово виїжджав на стажування за кордон. Розширенню творчого кругозору сприяли стажування в театрі «Коміше опер» (Берлін), у Великому театрі Москви (в студії Б. Покровського), в театрі «Ванемуйне» (Тарту).
Роботу в театрі В. Лукашев поєднував з викладацькою діяльністю. Під його керівництвом здійснили дипломні роботи більше 70 випускників оперної студії консерваторії та 40 випускників режисерського факультету інституту культури. Серед них — згодом народна артистка СРСР Нонна Суржина та народні артисти України Олександр Востряков, Гізела Ципола, Олена Романенко, Геннадій Калінін, режисери драми — Володимир Петренко, Інні Самітня, Валерій Бєлов та інші.
З 1989 року — перший проректор Харківського державного інституту культури. Протягом 5 років був заступником голови Харківської міжзональної Спілки театральних діячів України.

### Київ
У 1996 році запрошений на посаду Генерального директора-художнього керівника Національної філармонії України, де заступив на цій посаді Д. Остапенка, призначеного на посаду міністра культури України. Під керівництвом В. Лукашева проведено реконструкцію та реставрацію історичної будівлі філармонії, встановлено орган. Того ж року В. Лукашев здійснив конкурсний набір до новоствореного філармонічного оркестру (у 1995 р. попереднім директором філармонії), очільником якого став Микола Дядюра. На гранти японського уряду придбано музичні інструменти для симфонічного оркестру (фірми «Yamaha») на загальну суму майже 500 тисяч доларів.
1999 року посаду Гернерального директора-художнього керівника було розділено, і В. А. Лукашев продовжує працювати на посаді художнього керівника, тоді як на посаду директора повертається Д. Остапенко. Впродовж більше 20 років творчої роботи В. Лукашев здійснив близько 30 концертних оперних постановок і тематичних урядових концертів. Зокрема, серед театралізованих постановок останніх років — «Травіата» Дж. Верді, «Сокіл» Д. Бортнянського (французькою мовою), опера-балет «Незвичайна чайна, або Жовтий лелека» О. Костіна, «Привид опери» Е. Л. Вебера, «Богема» Дж. Пуччіні, та інших.
Разом з І.-Я. Д. Гамкалом ініціював видання презентаційної збірки DVD «Перлини української культури. Антологія сучасного музичного виконавства України». Створив широкомасштабну музично-драматичну трилогію «Філармонічна Шевченкіана» за творами Тараса Шевченка, до якої увійшли «Сон». «Гайдамаки», «Думи мої, думи мої» за участю симфонічного оркестру, чоловічої хорової капели Ревуцького, солістів та читця — Анатолія Паламаренка.
З 1999 року В. Лукашев — професор кафедри музичної режисури Національної музичної академії України ім. П. І. Чайковського. Він є автором понад 40 науково-методичних робіт з проблем сучасного музично-театрального мистецтва, підготовки акторських і режисерських кадрів. Серед його випускників — Ірина Нестеренко, Микола Гамкало, Ірина Даць, Вікторія Рацюк, Лариса Леванова та інші.

## Звання і нагороди
почесні звання
- Заслужений артист УРСР (1975)
- Народний артист УРСР (1985)

ордени та медалі
- Медаль «За доблесний труд» (1970)
- Орден святої Софії (2000)
- Орден Святого Володимира (2011)
- Орден «За заслуги» ІІІ ступеню (1998), ІІ ступеню (2012)
- Орден князя Ярослава Мудрого V ступеню (2006)

інше
- Міжнародна людина 1998—1999 років (нагорода Незалежної ради біографічного центру в Кембріджі)
- Людина року — 2002 (нагорода Американського біографічний інституту)
- Почесні грамоти Верховної ради України, Кабінету міністрів України
- Міжнародні премії «Дружба», «Слов'яни», «Золотий Орфей»